# Acroporium novae-guineae
Acroporium novae-guineae là một loài rêu trong họ Sematophyllaceae. Loài này được E.B. Bartram mô tả khoa học đầu tiên năm 1961.